# Prisma di Porro-Abbe

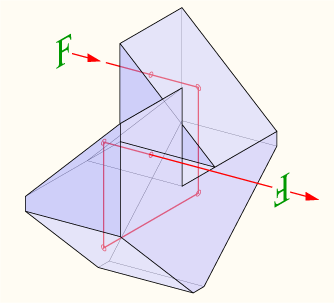
Lo schema di un prisma di Porro-Abbe

In ottica, un prisma di Porro-Abbe o prisma di Porro II, dai nomi dell'inventore italiano Ignazio Porro ideatore del prisma omonimo e del fisico tedesco Ernst Abbe che ne configurò questa seconda versione, è un tipo di prisma ottico a riflessione totale dell'immagine, esattamente come la prima versione ma con differente disposizione, e come questo è utilizzato come «prisma di raddrizzamento» in alcuni strumenti ottici, tipo, binocoli e cannocchiali prismatici o telescopi rifrattori e raramente anche mirini fotografici.
A differenza della più comune configurazione a “doppio prisma di Porro” non collati (separati), il Porro-Abbe è sempre collato o comunque costruito da un monoblocco, e questa caratteristica porta ad ottenere solo 2 passaggi aria-vetro, invece di 4, migliorando la trasmittanza totale dello strumento e la luminosità e il contrasto delle immagini.

## Struttura
Il prisma di Porro-Abbe consiste raramente in un monoblocco di vetro lavorato e modellato a rappresentare l'insieme di tre prismi di Porro, di cui due di dimensione dimezzata e utilizzati come prismi ad angolo retto, collati entrambi sulla ipotenusa del principale e rivolti in senso opposto, dove uno è l'entrata della luce e l'altro è l'uscita. Il raggio luminoso che penetra da una delle facce piatte viene totalmente riflesso internamente per quattro volte, dalle facce oblique, ed infine esce dalla seconda faccia piatta, orientato nella stessa direzione di quando è entrato, ma disassata da uno spostamento laterale dell'asse ottico, pari alla dimensione del cateto del prisma principale, che in base all'orientamento può diventare verticale. L'immagine restituita da questo processo è raddrizzata totalmente, e poiché il raggio luminoso viene riflesso un numero pari di volte, la chiralità dell'immagine non risulta modificata: per questo, viene utilizzato come sistema di raddrizzamento dell'immagine.
Diversamente dal prisma di Abbe, questo prisma non è dispersivo, in quanto è progettato perché il raggio luminoso entri ed esca con una incidenza normale alle due facce di entrata e di uscita. 